# Glypta scutellaris
Glypta scutellaris là một loài tò vò trong họ Ichneumonidae.